# Chris Fehn
Christopher Michael "Chris" Fehn (ur. 24 lutego 1973 w Ankeny) – amerykański wokalista, muzyk i instrumentalista. Były członek grupy muzycznej Slipknot.

## Dyskografia
Slipknot
- Slipknot (1999, Roadrunner Records)
- Iowa (2001, Roadrunner Records)
- Vol. 3: (The Subliminal Verses) (2004, Roadrunner Records)
- All Hope Is Gone (2008, Roadrunner Records)
- 5: The Gray Chapter (2014, Roadrunner Records)

## Instrumentarium
- Tytanowe beczki[1]
- 2 Mounted Toms[1]
- 1 Pusta stalowa beczka[1]
- 1 Bass Drum[1]
- 1 Floor Tom[1]
- Vater Hammer Sticks[1]

## Filmografia
- We Sold Our Souls for Rock 'n Roll (2001, film dokumentalny, reżyseria: Penelope Spheeris)[2]